# Jesper Drost
Jesper Drost (* 11. ledna 1993, Nunspeet, Nizozemsko) je nizozemský fotbalový záložník, který v současné době působí v klubu PEC Zwolle. Je také mládežnickým reprezentantem Nizozemska.

## Klubová kariéra
V Nizozemsku debutoval v profesionální kopané v roce 2010 v PEC Zwolle (tehdy FC Zwolle). S PEC vyhrál v sezoně 2011/12 nizozemskou druhou ligu Eerste Divisie, pomohl tak vyválčit přímý postup do Eredivisie.
V ročníku 2013/14 vyhrál s PEC nizozemský fotbalový pohár (KNVB beker), první v historii klubu. Finále proti Ajaxu Amsterdam skončilo poměrem 5:1. S PEC si zahrál ve 4. předkole Evropské ligy 2014/15, kde byl jeho tým vyřazen českým klubem AC Sparta Praha.

## Reprezentační kariéra
Jesper Drost hrál za mládežnické výběry Nizozemska od kategorie U17.
V nizozemském týmu U21 (tzv. Jong Oranje) debutoval 5. září 2013 proti Skotsku, gólem se podílel na výhře 4:0.